# Stefan Pospichal
Stefan Pospichal (* 27. November 1910 in Wien, Österreich-Ungarn; † 1940) war ein österreichisch-tschechoslowakischer Fußballspieler, der 1935 zu einem Einsatz im tschechoslowakischen Nationalteam kam.

## Vereinskarriere
Stefan Pospichal spielte zunächst beim Zweitligisten SC Cricket-Frem, von wo er 1932 zum FK Austria Wien wechselte. Dort kam der Mittelläufer jedoch nur zu einem einzigen Einsatz in der Meisterschaft, da auf dieser Position mit dem Nationalspieler Johann Mock übermächtige Konkurrenz bestand. Pospichal entschied sich daher, ein Angebot aus der Tschechoslowakei anzunehmen und wechselte zum deutsch-böhmischen Verein Teplitzer FK. 1933 belegte die Mannschaft, zu der auch Ehrenfried Patzel gehörte, den achten Platz in der höchsten Spielklasse.
Im folgenden Jahr reichte der vierte Endrang für die Teplitzer für die Qualifikation zum Mitropacup. Pospichal war zu diesem Zeitpunkt jedoch nicht mehr bei den Blau-Weißen, da er mit seinen Leistungen den Brünner Verein SK Židenice auf sich aufmerksam gemacht hatte und im April 1934 den Verein für eine Ablösesumme von 80.000 Tschechoslowakischen Kronen wechselte. In der nächsten Saison belegten die von Jenő Konrád betreuten Brünner, zu deren Aufgebot auch Karel Burkert und Oldřich Rulc gehörten, den dritten Platz in der Meisterschaft. Im Mitropacup gelang in der ersten Runde ein Sieg über den SK Rapid Wien, erst im Viertelfinale scheiterte Židenice am Ferencvárosi FC. Auch 1935/36 gehörte Pospichals Verein, der mittlerweile auch Karl Klima verpflichtet hatte, zur Spitzengruppe, ein vierter Platz berechtigte zur abermaligen Teilnahme am internationalen Bewerb, wo man diesmal am AS Ambrosiana Inter scheiterte.
In der Saison 1937/38 konnte noch einmal der dritte Platz erreicht werden. Kurz nach der Besetzung der Tschechoslowakei durch deutsche Truppen verließ Pospichal 1939 den Verein. Er wurde 1940 als Soldat im Zweiten Weltkrieg getötet.

## Nationalmannschaft
Pospichal hatte während seiner Zeit in Brünn die tschechoslowakische Staatsbürgerschaft angenommen und wurde im September 1935 als Ersatzspieler für ein Länderspiel gegen Jugoslawien berufen, wo er in der 25. Spielminute für Štefan Čambal eingewechselt wurde. Dieses 0:0 in Belgrad blieb Pospichals einziger Einsatz in der Nationalmannschaft.

## Erfolge
- 1 Spiel für die tschechoslowakische Fußballnationalmannschaft: 1935

| Personendaten    | Personendaten                                            |
| ---------------- | -------------------------------------------------------- |
| NAME             | Pospichal, Stefan                                        |
| KURZBESCHREIBUNG | österreichischer und tschechoslowakischer Fußballspieler |
| GEBURTSDATUM     | 27. November 1910                                        |
| GEBURTSORT       | Wien                                                     |
| STERBEDATUM      | 1940                                                     |